# NGC 6589
NGC 6589 هي مجرة تتبع كوكبة الرامي. اكتشفها لويس سويفت في 12 يوليو 1885.

## روابط خارجية
- NGC 6589 على موقع ويكي سكاي: DSS2, SDSS, GALEX, IRAS, Hydrogen α, X-Ray, Astrophoto, Sky Map, Articles and images